# Gezusterskreken

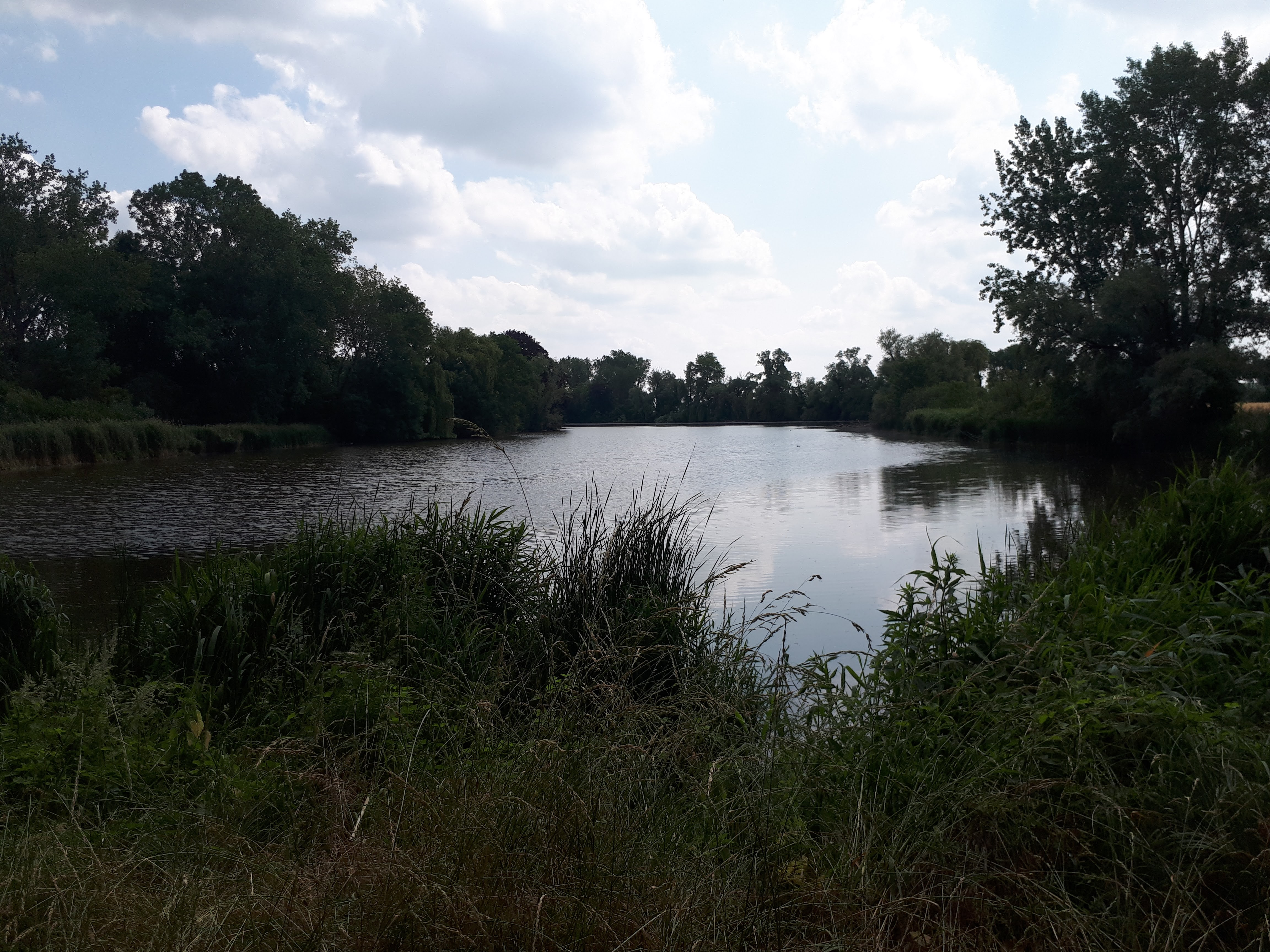
Gezusterskreek

De Gezusterskreken vormen een krekenstelsel in het noorden van de Oost-Vlaamse gemeente Assenede in het Meetjesland (Meetjeslands krekengebied).
De Gezusterskreken bestaan uit de Grote Kil en de Kleine Kil die in elkaars verlengde liggen maar gescheiden zijn door een dam, waarover de Gezustersstraat loopt. De kreken liggen in de Sint-Albertpolder, die in 1612 werd ingedijkt, waarbij de Scheurhoekdijk werd aangelegd. In 1663 en opnieuw in 1690 werd de Sint-Pieterspolder ingedijkt, waarmee de Scheurhoekdijk haar functie als primaire zeewering verloor. De huidige Belgisch-Nederlandse grens volgt hier het tracé van de Scheurhoekdijk. Het gebied is Europees beschermd als onderdeel van Natura 2000-gebied 'Polders' (BE2500002). 